# Our House (film 2018)
Our House è un film del 2018 diretto da Anthony Scott Burns.

## Trama
Quando i suoi genitori muoiono in un incidente d'auto, Ethan lascia il college per prendersi cura dei fratelli. Di giorno, si destreggia nelle responsabilità ma di notte compie esperimenti che diventeranno pericolosi per la sua vita e per quella degli altri.

## Distribuzione
Il film è stato distribuito sulla piattaforma Netflix.